# كولن رانكين
كولن رانكين (بالإنجليزية: Colin Rankin)‏ هو جندي وفلاح أسترالي، ولد في 20 يناير 1869 في Galston, East Ayrshire ‏ في المملكة المتحدة، وتوفي في 2 نوفمبر 1940 في بريزبان في أستراليا.